# Abächerli

Abächerli Wappenvariation 1: In Rot auf grünem Dreiberg ein goldener Kelch (Becher) mit Deckel

Abächerli ist ein Familienname aus dem Schweizer Kanton Obwalden. Bei vielen Namensträgern ist als Heimatort Giswil angegeben, das im Kanton Obwalden liegt.
In Giswil gibt es einen Siedlungsflecken Ächerli am Hang oberhalb von Rudenz, der auch Ächerliberg genannt wird. Von dort stammt das Geschlecht der Abächerli. Die Bedeutung dieses Herkunftsnamens ist jedoch nicht völlig geklärt. Eine volksetymologische Deutung stellt einen Zusammenhang mit Ächerli (im Sinne eines kleinen Ackers) her. Eine weitere Erklärungsmöglichkeit geht von Acheri (in der Bedeutung einer Schweineweide) aus. Am wahrscheinlichsten ist ein Zusammenhang mit dem Diminutiv Ächerli von Acher (für Ahorn).

Abächerli Wappenvariation 2: In Rot durch goldenen Wellenfaden abgetrennter und zweimal geteilter, schwarzer Schildfuss (Ackerboden), darauf eine goldene Garbe.

## Namensträger
- Carl Abächerli-Capraro (1893–1986), Schweizer Fotograf
- Fredy Abächerli (* 1963), Schweizer Politiker
- Josef Abächerli (Verleger) (* im 19. Jahrhundert; † im 20. Jahrhundert), Schweizer Verleger und Drucker
- Josef Abächerli-Zumstein (1868–1929), Schweizer Fotograf
- Roland Abächerli (* 1977), Schweizer Sportler
- Trudy Abächerli-Wallimann (1952–2024), Schweizer Politikerin